# کلتباخ
کلتباخ (به آلمانی: Klettbach) یک شهر در آلمان است که در وایمارر لاند واقع شده‌است. کلتباخ ۱٬۳۰۸ نفر جمعیت دارد.